# Cissa
Cissa es un género de aves Corviformes de la familia de los córvidos (Corvidae), que incluye tres especies. Se distribuyen por Asia, en especial por los bosques tropicales y subtropicales del sudeste asiático.

## Especies
- Urraca verde (Cissa chinensis) Boddaert, 1783  - Malasia, Sumatra, Borneo, Vietnam, Laos y Birmania.
- Urraca ventrigualda (Cissa hypoleuca) Salvadori & Giglioli, 1885  - Vietnam, sureste de China y Tailandia.
- Urraca colicorta (Cissa thalassina) Temminck, 1826  - Java y montañas del norte de Borneo.
- Urraca colicorta de Borneo (Cissa jefferyi) Sharpe, 1888 - Borneo.